# Cabeço da Escaleira
O Cabeço da Escaleira é uma elevação portuguesa de origem vulcânica localizada no concelho das Lajes do Pico, ilha do Pico, arquipélago dos Açores.
Este acidente geológico tem o seu ponto mais elevado a 328 metros de altitude acima do nível do mar e encontra-se nas proximidades do Cabeço das Cruzes e da localidade da Altamora.